# Kannus
Kannus è una città finlandese di 5352 abitanti, situata nella regione dell'Ostrobotnia Centrale.